# Die Hard: Mega Hard
Die Hard: Mega Hard (originaltitel Die Hard: With a Vengeance) er en amerikansk actionfilm fra 1995 og den tredje film i Die Hard-serien. Bruce Willis har hovedrollen som politimanden John McClane, der er ledsaget af partneren Zeus Carver (Samuel L. Jackson). Jeremy Irons spiller rollen som Simon Gruber, der ønsker at hævne sig på McClane over sin brors død. Filmen er instrueret af John McTiernan og skrevet af Jonathan Hensleigh. 

## Medvirkende
| Skuespiller               | Person                  |
| ------------------------- | ----------------------- |
| Bruce Willis              | John McClane            |
| Jeremy Irons              | Simon Gruber            |
| Samuel L. Jackson         | Zeus Carver             |
| Larry Bryggman            | Inspektør Walter Cobb   |
| Graham Greene             | Officer Joe Lambert     |
| Colleen Camp              | Officer Connie Kowalski |
| Sharon Washington         | Officer Jane            |
| Anthony Peck              | Officer Ricky Walsh     |
| Michael Alexander Jackson | Dexter                  |
| Aldis Hodge               | Raymond                 |
| Nicholas Wyman            | Mathias Targo           |
| Sam Phillips              | Katya                   |
| Aasif Mandvi              | Arab cabbie             |
| Elvis Duran               | Radio DJ                |
| John McTiernan sr.        | Fisherman               |

## Udgivelser
Filmen er udgivet som Die Hard: With a Vengeance i Nordamerika og Australien.

## I samme serie
- Die Hard (1988)
- Die Hard 2: Die Harder (1990)
- Die Hard 4.0 (2006)
- A Good Day to Die Hard (2013)